# Olieschaliemuseum
Het Olieschaliemuseum (Ests: Põlevkivimuuseum) is een museum in de Estse stad Kohtla-Järve dat volledig is gericht op de olieschalie-industrie. Het werd opgericht op 31 maart 1966 en tot het voorjaar van 1999 bevond het museum zich in de oude stad van Kohtla-Järve, in het voormalige kantoorgebouw van de olieschalie-industrie. In 1998 werd besloten om het museum over te dragen aan het stadsbestuur van Kohtla-Järve, wat leidde tot de verplaatsing naar het stadhuisgebouw. Sindsdien heeft het museum verschillende verhuizingen ondergaan, met de meest recente verplaatsing in 2016 naar de huidige locatie. De permanente tentoonstelling belicht de vorming, ontdekking, geschiedenis, productie en recycling van olieschalie. Het museum herbergt een collectie van meer dan 22.000 individuele items die beschikbaar zijn voor onderzoekers.